# Druivenkoers 2006
La Druivenkoers 2006, quarantaseiesima edizione della corsa, valida come evento dell'UCI Europe Tour 2006 categoria 1.1, si svolse il 23 agosto 2006 su un percorso di 199 km. Fu vinta dal britannico Russell Downing, che terminò la gara in 4h40'00" alla media di 42,64 km/h.
Al traguardo furono 49 i ciclisti che portarono a termine il percorso.

## Ordine d'arrivo (Top 10)
| Pos. | Corridore           | Squadra       | Tempo    |
| ---- | ------------------- | ------------- | -------- |
| 1    | Russell Downing     | DFL           | 4h40'00" |
| 2    | Gabriel Rasch       | Maxbo-Bianchi | s.t.     |
| 3    | Nikolas Maes        | Ch. Jacques   | s.t.     |
| 4    | Andreas Schillinger | Milram Cont.  | s.t.     |
| 5    | Steffen Weigold     | Lamonta       | s.t.     |
| 6    | Bert De Waele       | Landbouwkred. | s.t.     |
| 7    | Paidi O'Brien       | Sean Kelly    | s.t.     |
| 8    | Cezary Zamana       | Intel-Action  | s.t.     |
| 9    | Greg Van Avermaet   | Bodysol       | s.t.     |
| 10   | Jelle Vanendert     | Bodysol       | s.t.     |